# Calophyllum balansae
Calophyllum balansae là một loài thực vật có hoa trong họ Calophyllaceae. Loài này được Pit. mô tả khoa học đầu tiên năm 1910.